# El Zundhó
El Zundhó är en ort i Mexiko.   Den ligger i kommunen Tecozautla och delstaten Hidalgo, i den sydöstra delen av landet, 140 km norr om huvudstaden Mexico City. El Zundhó ligger 1 675 meter över havet och antalet invånare är 117.
Terrängen runt El Zundhó är huvudsakligen kuperad, men den allra närmaste omgivningen är platt. Runt El Zundhó är det ganska tätbefolkat, med 60 invånare per kvadratkilometer. Närmaste större samhälle är Tecozautla, 2,8 km sydost om El Zundhó. Trakten runt El Zundhó består i huvudsak av gräsmarker.